# زقين ألونسواني
زقين ألونسواني (الاسم العلمي:Diascia alonsooides) هو نوع من النباتات يتبع جنس الزقين من الفصيلة الغدبية.